# Shark Bites and Dog Fights
Shark Bites and Dog Fights (в пер. с англ. Акульи укусы и собачьи бои) — третий студийный альбом британской регги-рок-группы Skindred, выпущенный лейблом Bieler Bros. Records 21 сентября 2009 года.

## Об альбоме
Запись диска проходила в период с 2008 по 2009 год в Bieler Bros. Studios. 15 сентября 2009 в интервью Rock Sins Бенжи Уэббе сказал, что большая часть песен была написана во время турне по США, а на создание музыки в студии ушло всего три недели. Роль продюсера пластинки взял на себя Мэтт ЛеПлант.
Первым синглом с альбома стала композиция «Electric Avenue», выпущенная в начале 2009 года и являющаяся кавер-версией песни Эдди Гранта. Вторым синглом стал трек «Stand for Something», после чего состоялся релиз Shark Bites and Dog Fights. Помимо абсолютно нового материала в пластинку была включена песня «Days Like These», которая ранее была издана в составе японского издания предыдущего студийного альбома группы Roots Rock Riot.

## Список композиций
Слова и музыка всех песен — Skindred, кроме «Electric Avenue», написанной Эдди Грантом.
| №                   | Название                                            | Длительность |
| ------------------- | --------------------------------------------------- | ------------ |
| 1.                  | «Stand for Something»                               | 4:06         |
| 2.                  | «You Can't Stop It»                                 | 3:53         |
| 3.                  | «Electric Avenue» (Каевер-версия песни Эдди Гранта) | 3:10         |
| 4.                  | «Calling All Stations»                              | 3:34         |
| 5.                  | «Corrupted»                                         | 3:36         |
| 6.                  | «Who Are You?»                                      | 5:04         |
| 7.                  | «Days Like These»                                   | 3:36         |
| 8.                  | «Invincible»                                        | 3:58         |
| Общая длительность: | Общая длительность:                                 | 31:00        |

## Участники записи
| Skindred - Бенжи Уэббе — вокал - Дэн Пагсли — бас-гитара - Mikeydemus — гитара, программирование - Арья Гоггин — ударные | Дополнительный персонал - Мэтт ЛеПлант — продюсирование - Майкл Фаллер и Майк Лесли — микширование, мастеринг - Шернон Джилдей и Ден Мартин — менеджмент - Джон Кокс — ассистент инженера - Тим Фокс — дизайн |